# Хвалово (Ленінградська область)
Хвалово (рос. Хвалово) — присілок у Волховському районі Ленінградської області Російської Федерації.
Населення становить 1138 осіб. Належить до муніципального утворення Хваловське сільське поселення.

## Історія
Згідно із законом № 56-оз від 6 вересня 2004 року належить до муніципального утворення Хваловське сільське поселення.

## Населення
| 2007 | 2010 | 2017  |
| ---- | ---- | ----- |
| 1095 | ↘888 | ↗1138 |